# 鄧采淋
鄧采淋（Tang Tsoi Lam Katii，2001年8月29日—），香港女子游泳運動員。畢業於滬江維多利亞學校，2019年9月起就讀於密歇根大學。

## 簡歷
鄧采淋自4歲開始習泳，她原認為每天要在泳隊中練習太辛苦和乏味，但在一次泳總分齡比賽贏得5面金牌後，便對游泳完全改觀，並享受當中帶來的成功感。
2015年8月，鄧采淋出戰世界青年游泳錦標賽，參加100米自由泳、400米自由泳、800米自由泳、1500米自由泳及五項接力比賽，最好成績爲1500米自由泳的第25名。
2016年11月，在亞洲游泳錦標賽4×200米自由泳接力，鄧采淋夥拍陳健樂、劉彥恩、施幸余合力游出8分16秒37，在開鑼日勇奪銅牌。 之後在200米自由泳與800米自由泳鄧采淋亦游獲第七。
2017年9月，鄧采淋參加土庫曼阿什哈巴德舉行的亞洲室內暨武藝運動會，在200米自由泳得第六。 9月尾在游泳世界盃短池泳賽香港站，鄧采淋於800米自由泳游出個人最佳成績，以8分43秒01贏得銅牌。
2018年8月，鄧采淋代表香港參加印尼雅加達舉行的亞運會游泳比賽，與鄭莉梅、何南慧、施幸余合作贏得女子4×200米自由泳接力銅牌。
2021年6月，鄧采淋在東京奧運最後達標賽中衝擊200米自由泳奧運B標失敗，無緣東奧。收拾心情後，她隨即在八月的香港公開游泳錦標賽游出個人最佳的2分02秒36。 年底，在阿布扎比舉行的短池游泳世錦賽中鄧采淋出戰三項接力賽，其中她夥拍施幸余、鄭渝和歐鎧淳成功打入4×200米自由泳接力決賽，更把香港紀錄推前逾5秒至7分55秒48，最後以第八名寫下港隊在該項目的最好成績。

## 游泳紀錄
鄧采淋現保持1項香港紀錄,另外曾保持1項香港青年紀錄，及1項港九區中學校際游泳比賽紀錄：
|                                  |          | 項目                                                             | 時間     | 比賽日期       |
| 香港紀錄                         | 香港紀錄 | 香港紀錄                                                         | 香港紀錄 | 香港紀錄       |
| -------------------------------- | -------- | ---------------------------------------------------------------- | -------- | -------------- |
| 1                                | 短池     | 4×200米自由泳接力 （香港隊－鄧采淋、施幸余、鄭渝、歐鎧淳）       | 7:55.48  | 2021年12月20日 |
| 曾保持青年紀錄                   |          |                                                                  |          |                |
| 1                                | 長池     | 4×200米自由泳接力 （愉園游泳部－鄧采淋、簡綽桐、葉澤恩、莊森儀） | 8:40.12  | 2017年7月15日  |
| 曾保持港九區中學校際游泳比賽紀錄 |          |                                                                  |          |                |
| 1                                | 長池     | 100米自由泳 （滬江維多利亞學校-鄧采淋）                          | 57.60    | 2018年10月18日 |